# 江戸ヶ崎源弥
江戸ヶ崎 源弥（えどがさき げんや、1781年（天明元年） - 1812年（文化9年）8月16日（旧暦7月10日））は、相模国大住郡四之宮村（現：神奈川県平塚市四之宮）出身で桐山部屋に所属した大相撲力士。本名は平野 源弥（ひらの げんや）。最高位は関脇。

## 来歴
1781年（天明元年）に相模国大住郡四之宮村（現：神奈川県平塚市四之宮）の旧・平野家に生まれる。1794年（寛政6年）に桐山部屋へ入門、1795年（寛政7年）3月場所で初土俵を踏んだ。四股名は出身地の郡名に因んで「大隅」とした。
1797年（寛政9年）3月場所から三段目昇進が決定した際に、四股名を「荒馬」に変更した。その後も順調に出世していき、1798年（寛政10年）には久留米藩・有馬候の抱え力士となった。同年10月場所に東前頭5枚目まで番付を上げ、新入幕を果たした。1804年（文化元年）3月場所には関脇に昇進、1810年（文化7年）2月場所からは「江戸ヶ崎」を襲名し、江戸・本所の回向院境内で行われた同年10月場所（10日間興行）では東前頭筆頭に位置し、5日目に当時無敵を誇った雷電爲右エ門に勝利する殊勲の星を挙げた。
しかし、雷電からの殊勲の星が最後の華となり、1812年（文化9年）7月10日に京へ上る途中、東海道・藤川宿竹屋で現役のまま死去、31歳没。江戸ヶ崎の死因については、「急病」「岡崎城下で武士との諍いの末に無礼打ちにされた」などの説があるが、「同地の寺社で発生した火災の消火活動中に事故死」という説が有力である。江戸ヶ崎の墓は愛知県岡崎市の称名寺にあり、その後分骨されて故郷・神奈川県平塚市四之宮の高林寺内の平野家の墓所に埋葬された。戒名は「侠譽勇哲居士」。

## 主な成績
- 通算幕内成績：124勝37敗11分10預10無27休
- 幕内在位：24場所

雷電爲右エ門とは通算で14回対戦し、最後の14戦目でようやく1勝を挙げた（通算は1勝11敗2預）。雷電爲右エ門が生涯で喫した黒星は僅か10（上覧相撲を含めると11）で、雷電爲右エ門に一度でも勝利したことのある力士は大相撲の歴史で10名しか存在しない。江戸ヶ崎はこの内の一人に数えられたことで、大相撲史に名を残したが、最終的に雷電爲右エ門から勝利するまでの対戦回数14は、勝利した10名の力士では最多である。

### 場所別成績
| 1794年 | x                           | 序ノ口 –                 |
| 1795年 | 西序ノ口21枚目 –            | 西序ノ口21枚目 –         |
| 1796年 | 西序ノ口3枚目 –             | 西序二段19枚目 –         |
| 1797年 | 西三段目9枚目 –             | 東幕下10枚目 5–0 1分2預  |
| 1798年 | 東幕下5枚目 2–0             | 東前頭5枚目 5–1–4        |
| 1799年 | 東前頭7枚目 5–1–1           | 東幕下6枚目 8–1          |
| 1800年 | 東幕下筆頭 3–1 1無          | 東幕下2枚目 3–3 1分1預   |
| 1801年 | 東幕下筆頭 3–2 1分2預       | 東前頭5枚目 2–0–3 1無    |
| 1802年 | 東前頭3枚目 2–2–3 1分1預1無 | 東前頭5枚目 3–3–1 3分    |
| 1803年 | 東前頭2枚目 4–1 1分1預      | 東前頭3枚目 5–3–1 1預    |
| 1804年 | 東関脇 5–2–1 1分            | 東前頭2枚目 5–2–1 1分1預 |
| 1805年 | 東小結 6–1–2 1分            | 東小結 6–2 2預           |
| 1806年 | 東小結 4–0 1預              | 東前頭筆頭 6–2–1 1預     |
| 1807年 | 東小結 6–3 1預              | 東前頭筆頭 7–2 1分       |
| 1808年 | 東小結 6–0–2 2無            | 東前頭筆頭 7–1 1分1預    |
| 1809年 | 東前頭2枚目 7–2–1           | 東前頭筆頭 7–2 1無       |
| 1810年 | 東前頭2枚目 5–2–1 2無       | 東前頭筆頭 7–2–1         |
| 1811年 | 東前頭2枚目 5–1–2 2無       | 東前頭筆頭 7–1 1分1無    |
| 1812年 | 東前頭筆頭 引退 2–1–2       | x                        |
| 各欄の数字は、「勝ち-負け-休場」を示す。 優勝 引退 休場 十両 幕下 三賞：敢=敢闘賞、殊=殊勲賞、技=技能賞 その他：★=金星 番付階級：幕内 - 十両 - 幕下 - 三段目 - 序二段 - 序ノ口 幕内序列：横綱 - 大関 - 関脇 - 小結 - 前頭（「#数字」は各位内の序列） |                             |                          |

- この成績表でテンプレートの仕様上「幕下」となっている部分は、番付表の上から二段目であるため、「二段目」と呼ぶ方が正確である。当時は段ごとに力士の地位を待遇差で区別する発想がまだ確立しておらず、二段目以下でも番付表で「前頭」（「同」表記でない）と書かれている部分までは「幕内格」と見るべきだという説がある。
- 二段目11枚目以下の地位は小島貞二コレクションの番付実物画像による。

## 改名歴
- 大隅 源弥 - 1794年11月場所 - 1796年11月場所
- 荒馬 源弥 - 1797年3月場所 - 1810年2月場所
- 江戸ヶ崎 源弥 - 1810年10月場所 - 1812年4月場所  
  - 「源弥」は番付上「源彌」とも表記された。